# Saison 5 de Prison Break
Chronologie
Saison 4
La mini-série télévisée américaine Prison Break: Resurrection, fait office de cinquième saison du feuilleton télévisé du même nom (ou La Grande Évasion au Québec), dont elle est dérivée.
Sa diffusion a débuté le 4 avril 2017 et fini le 30 mai 2017 sur le réseau Fox aux États-Unis,,, et en simultanée sur Citytv au Canada. Au Québec, elle est diffusée à partir du 20 septembre 2017 sur le réseau V.
Les scènes au Yémen sont en fait tournées au Maroc.

## Synopsis
Alors que Michael Scofield est présumé être mort il y a 7 ans, Theodore Bagwell rencontre Lincoln Burrows et lui apprend que son frère est emprisonné au Moyen-Orient. Lincoln et C-Note vont  essayer de le faire sortir de prison.

## Distribution

### Acteurs principaux
- Dominic Purcell (VF : Éric Aubrahn) : Lincoln Burrows
- Wentworth Miller (VF : Axel Kiener) : Michael Scofield / Kaniel Outis
- Mark Feuerstein (VF : Denis Laustriat) : Jacob Anton Ness / Poséidon (épisodes 1 à 5 et 7 à 9 - 8 épisodes)
- Augustus Prew (VF : Cédric Lemaire) : Whip (épisodes 2 à 9 - 8 épisodes)
- Inbar Lavi (VF : Géraldine Kannamma) : Sheba (épisodes 1 à 6, 8 et 9 - 8 épisodes)
- Rick Yune (VF : Stéphane Pouplard) : Ja (épisodes 1 à 7 - 7 épisodes)
- Sarah Wayne Callies (VF : Gaëlle Savary) : Sara Tancredi (épisodes 1, 2, 3, 5, 7 et 9 - 6 épisodes)
- Robert Knepper (VF : Christian Visine) : Theodore « T-Bag » Bagwell (épisodes 1, 3, 4, 5, 8 et 9)
- Rockmond Dunbar (VF : Gilles Morvan) : Benjamin Miles « C-Note » Franklin (épisodes 1, 2, 3, 5 et 8 - 5 épisodes)
- Amaury Nolasco (VF : Laurent Morteau) : Fernando Sucre (épisodes 1, 7 et 8 - 3 épisodes)
- Paul Adelstein (VF : Boris Rehlinger) : Paul Kellerman (épisodes 2 et 4 - 2 épisodes)

### Acteurs récurrents
- Christian Michael Cooper (VF : Maryne Bertieaux) : Mike Scofield
- Marina Benedict (en) (VF : Laurence Dourlens) : Emily « A&W » Blake
- Steve Mouzakis (en) (VF : Gilduin Tissier) : Van Gogh
- Amin El Gamal (VF : Jean-Rémi Tichit) : Cyclops
- Kunal Sharma (VF : Jonathan Gimbord) : Sid
- Faran Tahir : Jamil
- Crystal Balint (VF : Armelle Gallaud) : Heather
- Leo Rano (VF : François Santucci) : Lucas Abruzzi
- Numan Acar : Abu Ramal
- Akin Gazi : Omar

## Épisodes

### Épisode 1:Ogygia
- États-Unis /  Canada : 4 avril 2017 sur FOX[8] / Citytv
- France : 15 juin 2017 sur M6[9]
- Québec : 21 septembre 2017 sur V[10]
- Belgique : 25 février 2018 sur RTL-TVI

- États-Unis : 3,83 millions de téléspectateurs[11] (première diffusion)
- France : 2,76 millions de téléspectateurs[12](Première diffusion sur M6)

Michael Scofield est présumé mort il y a sept ans. Theodore Bagwell est libéré du pénitencier d'État de Fox River dans l'Illinois ; en récupérant ses effets personnels, il découvre une mystérieuse enveloppe envoyée du Yémen. Pendant ce temps, Lincoln Burrows est poursuivi par des hommes à qui il doit de l'argent ; après les avoir semés, il découvre T-Bag devant sa maison. Celui-ci montre alors le contenu de l'enveloppe : une photo de Michael prise dans une prison, accompagnée d'une phrase manuscrite. Lincoln, bien que dubitatif, se rend à Ithaca chez Sara, qui s'est remariée, et son neveu, Michael Scofield Jr. Elle ne croit pas non plus à la véracité du document. Burrows a l'impression d'être suivi par deux voitures.
T-Bag reçoit un e-mail mystérieux de la part d'un chirurgien qui propose de lui installer une prothèse de main révolutionnaire, contrôlable par le cerveau. Celui qui finance ce projet est anonyme.
Burrows découvre par hasard, à la lumière du soleil, que certaines lettres de la phrase manuscrite sous la photo ont été écrites à l'encre, mais les autres au crayon ; en gommant ces dernières, il trouve un message codé : Ogygia, à savoir le nom d'une prison yéménite. Doutant désormais de la mort de son frère, Lincoln déterre son cercueil et n'y découvre que la veste de Michael, pas son corps. Sa voiture électrique, commandée à distance pour provoquer un accident, finit dans un lac où Lincoln réussit à se cacher. Il prévient alors Sara du danger qu'elle court sans doute elle aussi. De fait, une femme armée arrive devant chez elle. Sara appelle la police et se cache avec son fils, mais la tueuse blesse son nouveau mari Jacob avant de s'enfuir.
Malgré les protestations de Sara, Burrows décide de se rendre au Yémen pour chercher son frère et demande l'aide de Benjamin Miles Franklin, désormais converti à l'Islam. Ils découvrent que la photo envoyée n'a pu être prise que depuis cette prison, réputée la pire du pays, mais aussi que toutes les informations relatives à Michael (avis de recherche après l'évasion de Fox River, permis de conduire, et profil sur le site de son ancien cabinet d'architecte) ont été modifiées comme pour masquer sa véritable identité. C-Note, quoique réticent à l'idée d'aller dans cette région dévastée par la guerre civile, finit par accepter, car il y a des contacts de confiance. Fernando Sucre rend visite à Lincoln et veut se joindre à lui pour chercher Michael, mais Lincoln refuse.
Au Yémen, Burrows et Franklin tombent dans un piège, organisé depuis les États-Unis par les mêmes personnes qui voulaient la mort de Lincoln et de Sara. Sheba, contact de Benjamin, se porte à leur secours. Linc négocie une visite dans la prison de son frère contre le don de son passeport américain. 
Après son opération chirurgicale, T-Bag peut enfin contrôler sa nouvelle main. Il exige du prothésiste le nom du mystérieux donateur : « Outis », qui signifie « personne » en grec (c'est le pseudonyme d'Ulysse chez le Cyclope Polyphème dans l'Odyssée d'Homère).
- Alors que les événements des quatre premières saisons et du téléfilm sont censés se dérouler durant l'année 2005, entre le 9 mars (date du braquage de banque par Michael Scofield) et le 4 novembre (date de l'évasion de Sara Tancredi du pénitencier de Miami-Dade), la date de décès sur la tombe de Michael a été modifiée et situe désormais sa mort en 2010, afin que l'action de cette nouvelle saison, sept ans plus tard, se déroule en 2017[13]. La tombe semble également ne plus être en bord de plage en Amérique centrale.
- Le créateur de la série, Paul Scheuring, a voulu que l'histoire de cette nouvelle saison fasse référence à l'Odyssée d'Homère ; en effet, dans cette épopée, Ulysse se retrouve prisonnier de la nymphe de la mer Calypso sur l'île d'Ogygie (Ogygia en anglais), située « au bout du monde », pendant sept ans avant d'être libéré par les dieux et de pouvoir ainsi reprendre son périple pour retrouver son épouse Pénélope à Ithaque (Ithaca en anglais). De ce fait, Michael est découvert, sept ans après sa mort supposée, enfermé dans la prison d'Ogygia au Yémen, loin du continent américain, et obtient de l'aide pour s'évader et retrouver ainsi Sara, qui vit désormais à Ithaca dans l'État de New York[14],[15],[16],[17].
- Divers clins d’œil aux saisons passées figurent dans ce premier épisode, comme la boîte de chewing-gums que T-Bag refuse de récupérer à sa sortie de prison (en référence à la scène où les frères Burrows et Scofield lui en offrent un pour son transfert à Miami Dade), le fait qu'il annonce avoir déjà subi une opération sans anesthésie (renvoyant à l'opération du vétérinaire Marvin Gudat sur sa main fraîchement amputée) ou encore le magasin de plongée de Lincoln (Michael lui annonçant au début de la série vouloir en ouvrir un avec lui, une fois l'évasion et la cavale jusqu'au Panama réussies ; le flashforward concluant la précédente saison montrait Lincoln ayant réalisé le souhait de son frère).[pas clair]
- Le visage apparaissant sur les documents falsifiés de Michael Scofield est celui de Paul Scheuring, le créateur de la série.

### Épisode 2:La Théorie des jeux
- États-Unis /  Canada : 11 avril 2017 sur FOX / Citytv
- France : 15 juin 2017 sur M6
- Québec : 28 septembre 2017 sur V
- Belgique : 25 février 2018 sur RTL-TVI

- États-Unis : 3,18 millions de téléspectateurs[18] (première diffusion)
- France : 2,48 millions de téléspectateurs[12](première diffusion sur M6)

Au Yémen, alors que la capitale Sanaa est assiégée par l'État islamique, Lincoln et C-Note reçoivent un message leur demandant de trouver le « Sheik de la lumière ». Emprisonné sous le patronyme de Kaniel Outis, terroriste accusé d'avoir tué un agent de la CIA, Michael prépare son évasion avec son compagnon de cellule, Whip. Après avoir eu la preuve que Michael est en vie, Sara contacte le département d'État où elle a la désagréable surprise de tomber sur Paul Kellerman…

### Épisode 3:Le Menteur
- États-Unis /  Canada : 18 avril 2017 sur FOX / Citytv
- France : 15 juin 2017 sur M6
- Québec : octobre 2017 sur V
- Belgique : 25 février 2018 sur RTL-TVI

- États-Unis : 2,44 millions de téléspectateurs[19] (première diffusion)
- France : 2,12 millions de téléspectateurs[12](première diffusion sur M6)

### Épisode 4:L'Ennemi de mon ennemi
- États-Unis /  Canada : 25 avril 2017 sur FOX / Citytv
- France : 22 juin 2017 sur M6
- Québec : sur V
- Belgique : 4 mars 2018 sur RTL-TVI

- États-Unis : 2,75 millions de téléspectateurs[20] (première diffusion)
- France : 2,37 millions de téléspectateurs[21](première diffusion sur M6)

Daesh étant sur le point de prendre le contrôle de la prison d'Oygia, Michael et ses amis codétenus, Ja, Whip et Sid, pactisent avec le diable pour s'évader en s'alliant avec le chef des terroristes, Abu Ramal. Lincoln s'engage dans une course contre la montre pour les aider. Mais il  ouvre les grilles de la prison tandis que Michael s'évade par un autre côté avec Abu Ramal. T-Bag rencontre Kellerman pour en savoir plus sur la résurrection de Michael ; il apprend qu'un ex-agent infiltré de la CIA, agissant pour son propre compte, tirerait les ficelles de toute l'affaire. Kellerman est alors tué, tandis que T-Bag poursuit ses deux meurtriers, découvrant la véritable identité de leur chef.
- Cet épisode marque le départ de l'acteur Paul Adelstein présent depuis la première saison
- Michael réalise une nouvelle évasion.

### Épisode 5:Solution d'urgence
- États-Unis /  Canada : 2 mai 2017 sur FOX / Citytv
- France : 22 juin 2017 sur M6
- Québec : sur V
- Belgique : 4 mars 2018 sur RTL-TVI

- États-Unis : 2,35 millions de téléspectateurs[22] (première diffusion)
- France : 2,25 millions de téléspectateurs[21](première diffusion sur M6)

Ayant retrouvé son frère, Lincoln lui demande des explications. Michael lui confie avoir accepté de disparaître et de travailler pour Poséidon (l'ennemi d'Ulysse dans l'Odyssée d'Homère) : il devait se faire passer pour mort afin de protéger sa famille et en échange de la liberté de ses amis. Sara découvre l'implication dans le complot de son mari, Jacob Anton Ness, que T-Bag a pris en photo avec les deux tueurs.

### Épisode 6:Prisonniers du désert
- États-Unis /  Canada : 9 mai 2017 sur FOX / Citytv
- France : 22 juin 2017 sur M6
- Québec : sur V
- Belgique : 4 mars 2018 sur RTL-TVI

- États-Unis : 2,37 millions de téléspectateurs[23] (première diffusion)
- France : 1,97 million de téléspectateurs[21](première diffusion sur M6)

Toujours poursuivis par Cyclops, les deux frères et les évadés d'Ogygia doivent recourir aux services d'Omar pour fuir en voiture à travers le désert. Mais celui-ci les trahit en les dénonçant à Daesh. Les frères reprennent la situation en main avec Omar en otage, leur seul guide  dans la traversée du désert. De leur côté, les deux agents de la CIA font appel à la NSA pour localiser Kaniel Outis, qu'ils ont pour objectif de tuer, puis transmettent les informations aux terroristes, mais la NSA devient suspicieuse de leurs mobiles. Plus tard l'un d'eux commencera à s'interroger sur le bien-fondé de leur mission.
 

### Épisode 7:La Traversée
- États-Unis /  Canada : 16 mai 2017 sur FOX / Citytv
- France : 29 juin 2017 sur M6
- Québec : sur V
- Belgique : 11 mars 2018 sur RTL-TVI

- États-Unis : 2,41 millions de téléspectateurs[24] (première diffusion)
- France : 2,27 millions de téléspectateurs[25](première diffusion sur M6)

Lincoln parvient à embarquer avec Michael pour la Crète, où Sara les rejoint pour soigner ce dernier, blessé et empoisonné. Lorsqu'elle découvre pourquoi Michael s'est fait passer pour mort, elle craint pour la sécurité de son fils et décide de rentrer au plus vite aux États-Unis. En effet, Poséidon est le nouveau mari de Sara et il s'était rapproché d'elle pour faire pression sur Michael.

### Épisode 8:Descendance
- États-Unis /  Canada : 23 mai 2017 sur FOX / Citytv
- France : 29 juin 2017 sur M6
- Québec : sur V
- Belgique : 11 mars 2018 sur RTL-TVI

- États-Unis : 1,9 million de téléspectateurs[26] (première diffusion)
- France : 2,13 millions de téléspectateurs[27](première diffusion sur M6)

### Épisode 9:Le Dernier Plan
- États-Unis /  Canada : 30 mai 2017 sur FOX / Citytv
- France : 29 juin 2017 sur M6
- Québec : sur V
- Belgique : 11 mars 2018 sur RTL-TVI

- États-Unis : 2,3 millions de téléspectateurs[28] (première diffusion)
- France : 2,02 millions de téléspectateurs[27](première diffusion sur M6)

Alors que Jacob alias Poséidon détient toujours Mike, Michael exécute le plan qu'il prépare depuis sept ans pour faire tomber celui qui l'a piégé et être enfin innocenté du crime dont on l'accuse. Malgré sa blessure, Lincoln sort de l'hôpital pour accomplir la mission que son frère lui a confiée. Il piège Abruzzi en le dénonçant aux fédéraux.